# 国際連合安全保障理事会決議244
国際連合安全保障理事会決議244（こくさいれんごうあんぜんほしょうりじかいけつぎ244、英: United Nations Security Council Resolution 244）は、1967年12月22日に国際連合安全保障理事会で採択された決議である。キプロス問題に関する過去の決議を再確認した上で、国際連合キプロス平和維持軍の活動期限を1968年3月26日まで3ヶ月延長し、当事国に対して最大限の自制を持って行動し、平和維持軍に全面的に協力するように求めた。1965年から駐留する平和維持軍について、初めて活動期限が到来すれば撤退という希望が表明されなかった。